# 아이리시컵
아이리시컵(Irish Football Association Challenge Cup)은 북아일랜드 축구협회가 주관하는 축구 대회이다.